# Себастиан Корда
Себастиан Корда (на английски: Sebastian Korda) е американски тенисист. 

## Биография
Себастиан Корда е роден на 5 юли 2000 г. в Брейдентън, Флорида. Себастиан е син на чешките тенисисти Петер Корда и Регина Райхртова. По-големите сестри на Себастиан, Джесика и Нели са професионалистки в голфа. Корда играе хокей на лед от 3-годишна възраст, решава да премине към тениса на 9-годишна възраст, след като придружава баща си на Откритото първенство на САЩ през 2009 г. На 11-годишна възраст печели голф турнир в Прага, в който участва и сестра му Нели.

## Кариера
Себастиан Корда има най-високо класиране на сингъл, като номер 18 в света, постигнато на 5 август 2024 г., и номер 57 на двойки, достигнато на 6 май 2024 г. Той е спечелил две титли на ATP сингъл и една на двойки. Той печели титлата за юноши на Открито първенство на Австралия през 2018 г., 20 години след като баща му Петер Корда печели титлата от Откритото първенство на Австралия.

## Кариерна статистика

### ATP финали (2 титли; 9 финала)
|        | П–З | Година | Турнир                  | Клас      | Настилка   | Опонент            | Резултат                 |
| ------ | --- | ------ | ----------------------- | --------- | ---------- | ------------------ | ------------------------ |
| Загуба | 0–1 | 2021   | Делрей Бийч Оупън       | 250 серии | Твърда     | Хуберт Хуркач      | 3–6, 3–6                 |
| Победа | 1–1 | 2021   | Емилия-Романя Оупън     | 250 серии | Клей       | Марко Чекинато     | 6–2, 6–4                 |
| Загуба | 1–2 | 2022   | Хихон Оупън             | 250 серии | Твърда (з) | Андрей Рубльов     | 2–6, 3–6                 |
| Загуба | 1–3 | 2022   | Юръпиън Оупън           | 250 серии | Твърда (з) | Феликс Оже-Алиасим | 3–6, 4–6                 |
| Загуба | 1–4 | 2023   | Аделаида Интернешънъл 1 | 250 серии | Твърда     | Новак Джокович     | 7–6(10–8), 6–7(3–7), 4–6 |
| Загуба | 1–5 | 2023   | Астана Оупън            | 250 серии | Твърда (з) | Адриан Манарино    | 6–4, 3–6, 2–6            |
| Загуба | 1–6 | 2024   | Росмален Чемпиъншипс    | 250 серии | Трева      | Алекс де Минор     | 2–6, 4–6                 |
| Победа | 2–6 | 2024   | Вашингтон Оупън         | 500 серии | Твърда     | Флавио Коболи      | 4–6, 6–2, 6–0            |
| Загуба | 2–7 | 2025   | Аделаида Интернешънъл   | 250 серии | Твърда     | Феликс Оже-Алиасим | 3–6, 6–3, 1–6            |